# AERC
AERC (ang. Association of European Records and Rarities Committees) – stowarzyszenie skupiające komisje naukowe krajów Europy, zajmujące się potwierdzaniem obserwacji rzadkich gatunków ptaków. Ma ono na celu:
- doprowadzenie do powstania odpowiedniej organizacji w każdym z krajów europejskich;
- unifikację i wymianę informacji dotyczącą obserwacji rzadkich gatunków ptaków;
- stworzenie kompletnej listy gatunków ptaków występujących w Europie;
- organizację konferencji w odstępach najmniej dwuletnich w celu koordynacji działań i wymiany doświadczeń. W 2001 roku gospodarzem takiej konferencji był Hel.

Powstało w 1993 podczas konferencji przedstawicieli krajowych organów zajmujących się tą problematyką na wyspie Helgoland.
Siedziba centrali znajduje się w Luksemburgu, Polskę reprezentuje Komisja Faunistyczna Sekcji Ornitologicznej Polskiego Towarzystwa Zoologicznego z siedzibą przy Uniwersytecie Wrocławskim.